# Schloss Ahlden

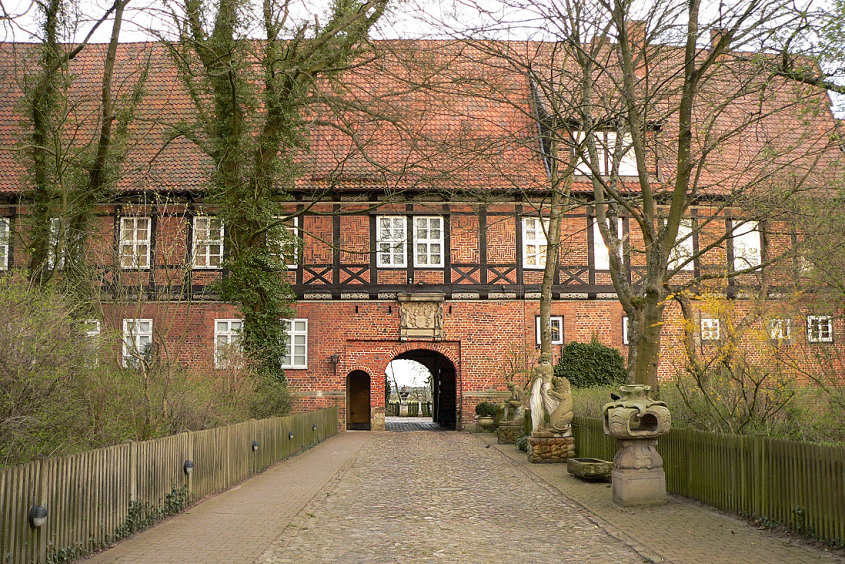
Hauptgebäude von 1613 und Zugang zum Schloss

Schloss Ahlden in Ahlden (Aller) in Niedersachsen entstand ab 1549 als Wasserschloss an der Aller. Der dreiflügelige Schlossbau ist heute in Privatbesitz und wird als Kunstauktionshaus genutzt.
Durch die Verbannung von Prinzessin Sophie Dorothea von Braunschweig-Lüneburg auf das Schloss Ende des 17. Jahrhunderts bis zu ihrem Lebensende fand es Eingang in die Literatur.

## Lage
Gegenüber dem Schloss, auf dem anderen Flussufer, lag in der Niederung die heute nur noch in Resten vorhandene Bunkenburg. Ihre Entstehung wird im 13. Jahrhundert vermutet. Sie wurde gegenüber von Ahlden am Flussufer der Aller errichtet. 1618 verlegte die Aller ihr Flussbett bei hohem Wasserstand nach Osten, und durch einen Dammbau flussaufwärts floss ab dann das Wasser der Leine im Bett der Aller an Ahlden vorbei. Seit 1648 wandelte sich der Flusslauf der „Alten Leine“ in einen streckenweise trockengelegten Altarm. Das heutige Schloss wurde im 16. Jahrhundert auf dem Flussufer von Ahlden gegenüber der Bunkenburg erbaut. Heute befindet es sich an einem Altarm der Aller, der ab 1618 Leinewasser führte und seither „Alte Leine“ heißt.

## Baubeschreibung

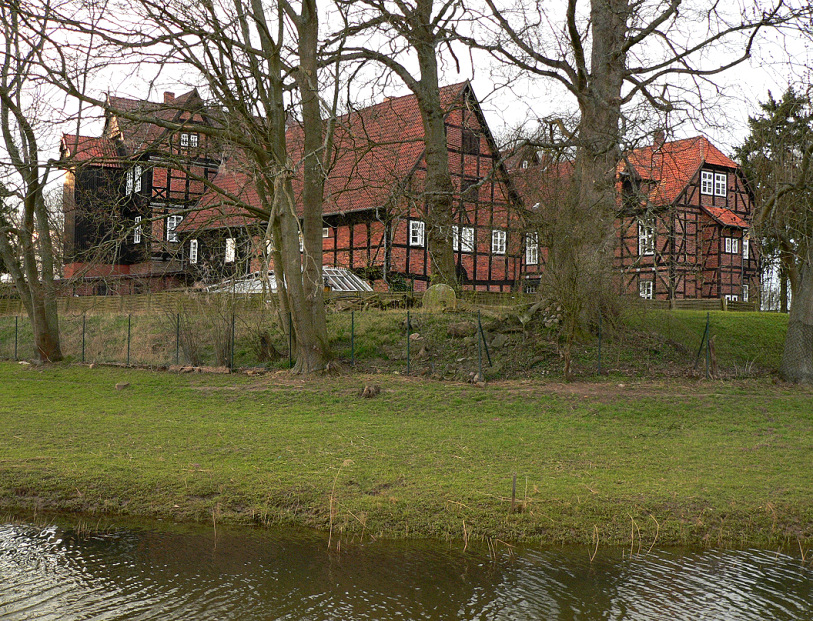
Rückseite der Dreiflügelanlage mit Wassergraben

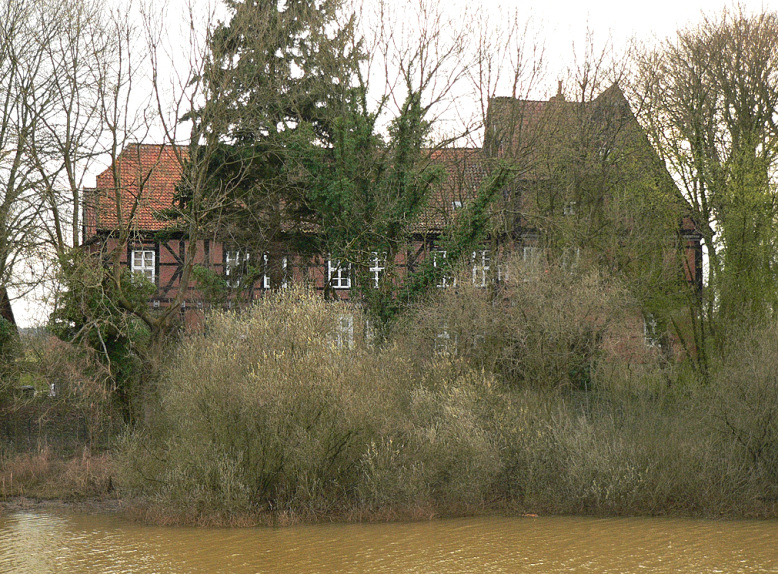
Seitenansicht vom alten Leinearm

Das Schloss präsentiert sich im Wesentlichen als Fachwerkbau, lediglich das Erdgeschoss des Westflügels ist aus Backstein gemauert. Der Bau besteht heute aus drei zweigeschossigen Flügeln in Hufeisenform, die ab 1549 entstanden. In früheren Jahrhunderten war die Anlage zeitweise fast geschlossen und hatte einen Innenhof. Die einzelnen Gebäudeflügel dienten nicht nur dem Wohnen, es handelte sich auch um Stallungen und Remisen.
Der Westflügel ist das Hauptgebäude des Schlosses, das Herzog Christian der Ältere zu Braunschweig-Lüneburg durch seinen Drosten Johann Behr 1613 errichten ließ. An der zum Innenhof führenden Toreinfahrt kann man noch die Mauervertiefungen der Zugbrücke erkennen. Bei der Errichtung des Gebäudeflügels kam es 1613 zu einem schweren Unfall, als sich Dachbalken lösten und 14 Arbeiter schwer verletzten.
Der Südflügel als Fachwerkbau mit Ziegelfüllung ist der älteste Gebäudeteil. Er wurde 1579 unter Herzog Wilhelm dem Jüngeren zu Braunschweig-Lüneburg fertiggestellt, worauf eine Balkeninschrift hinweist. Die Innenhofseite des Gebäudeflügels hat eine aufwendig gestaltete Renaissance-Fassade.
Der Nordflügel ist ein Fachwerkbau, der 1705 vom Architekten Johann Caspar Borchmann wegen Baufälligkeit umgestaltet wurde. Außerhalb des Schlosses gab es ein Torhaus mit einer Durchfahrt. Es diente der Zugangsüberwachung und wurde vermutlich um 1800 abgerissen. Das Gebäude ist auf dem Merian-Stich von 1654 als vom Schloss abgesetztes Bauwerk gut erkennbar.
Ursprünglich war das Schloss von einem doppelten Wassergraben und einem Wall umgeben. Der Wall wurde 1690 eingeebnet, um einen französischen Lustgarten einrichten zu können. Im 19. Jahrhundert wurden die Gräben teilweise zugeschüttet. Von der Umwehrung ist ein Wallrest im Norden und der Graben im Süden und Osten erhalten.

## Geschichte

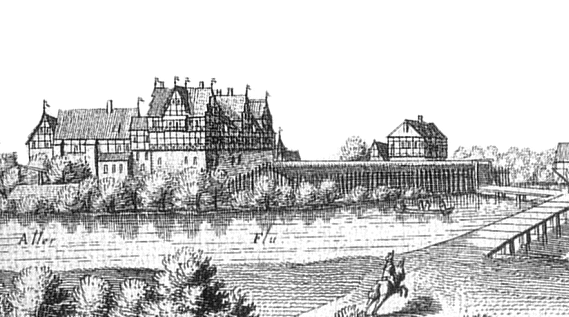
Schloss Ahlden in Merian-Stich um 1654

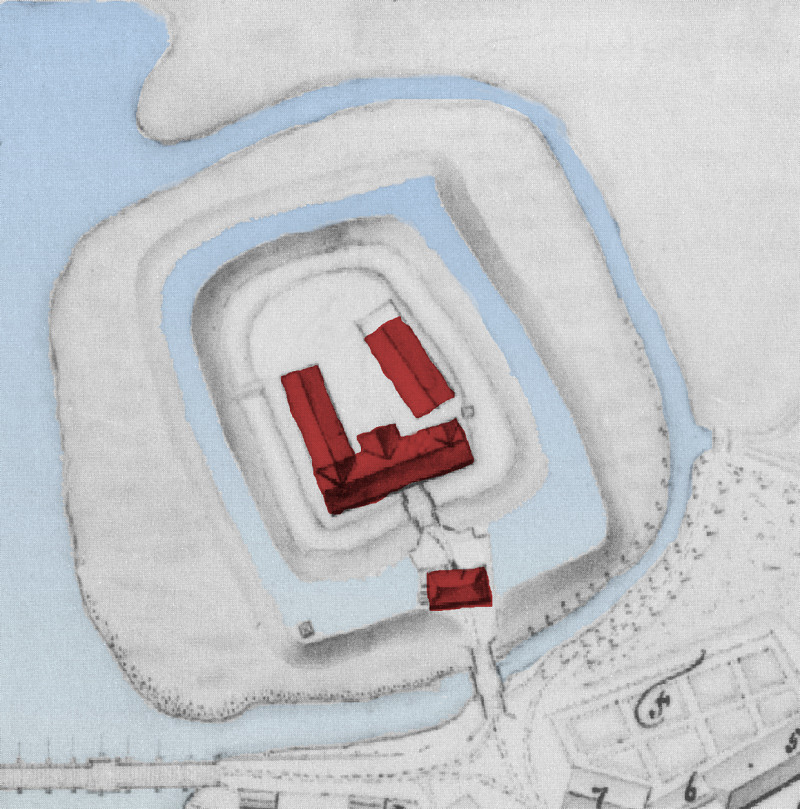
Lageplan des Schlosses 1747

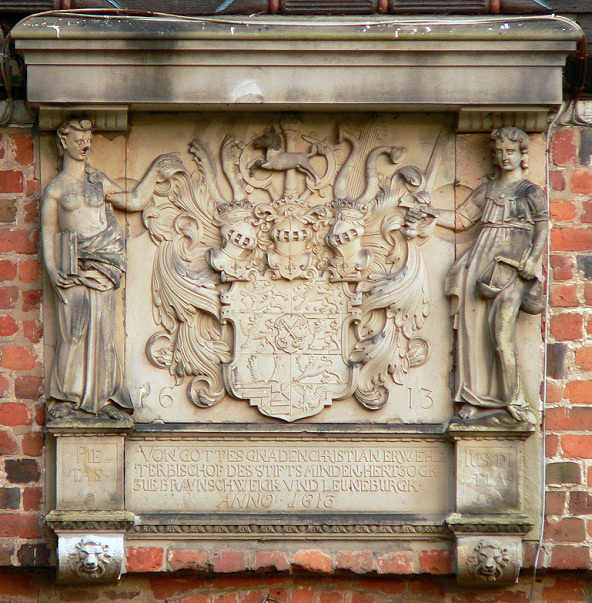
Wappen der Welfen über dem Eingang mit Baudatum 1613

Die Vorgängeranlage Bunkenburg entstand auf dem gegenüberliegenden Allerufer, was auch Merian
so beschreibt. Inhaber dieser Burg waren die ab 1198 nachgewiesenen Herren von Ahlden, die zunächst den Bischöfen von Minden als Verwalter der Güter im Raum Ahlden. 1285 wurden sie mit der Vogtei  belehnt und ihnen der Haupthof verkauft. 1344 wurde eine Kemenate auf ihrem Hof erwähnt. Ob aber diese schon an der Stelle des späteren Schlosses gestanden hat, ist unsicher. Der Zeitpunkt des Baus der eigentlichen Burg ist nicht bekannt, sie löste wahrscheinlich in der 2. Hälfte des 14. Jhs. die benachbarte Bunkenburg ab. Die in der Lüneburger Sate von 1392 den regionalen Rittern zugestandenen Rechte wurden von den Herren von Ahlden für Fehden ausgenutzt. Aus diesem Grund wurde ihnen das Schloss zu Beginn des 15. Jhs. von den Lüneburger Herzögen vorübergehend weggenommen, aber 1414 unter der Bedingung zurückgegeben, dass sie von dort keine Fehde oder Raubzüge mehr anfingen. 1431 ist die Burg in einer Fehde zwischen regionalen Adeligen und dem Mindener Bischof von diesem und dem Herzog von Lüneburg eingenommen worden, worauf die Herren von Ahlden ihren Besitz endgültig verloren. Auf diese Weise kam Ahlden in den Besitz des Lüneburger Herzogs. Zwischen 1443 und 1575 wurde der Besitz Ahlden an die von Mandelsloh verpfändet.
Bereits 1431 wurde das fürstliche Amt Ahlden eingerichtet. Es übernahm die Verwaltung und übte die Gerichtsbarkeit aus. Zum Amt gehörte auch das Schloss. Die Einrichtung wurde von einem Amtmann geleitet, der die Abgaben der Bürger eintrieb und auf dem landeseigenen Bauernhof, dem Vorwerk beim Schloss, Landwirtschaft betrieb. 
Im Dreißigjährigen Krieg wurde das Schloss von kaiserlichen Truppen unter Johann T’Serclaes von Tilly nach eintägiger Belagerung besetzt. Sie verteidigten es gegen einen erfolglosen Angriff von 800 dänischen Belagerern. Ab 1726 war Schloss Ahlden Dienstwohnung der Landdrosten.
Ab 1784 wurde das Schloss verstärkt für Behördenzwecke umgestaltet und beherbergte auch das Gefängnis. Nach rund 450 Jahren des Bestehens wurde das Amt Ahlden 1884 aufgelöst und ging über in den Kreis Fallingbostel. Ab 1852 wurde das Schloss zum Amtsgericht Ahlden bis 1972. Bereits seit 1310 wurde in Ahlden Recht gesprochen.
Der erheblich renovierungsbedürftige Schlossbau wurde 1975 für einen Preis von 90.000 DM aus staatlichem Besitz veräußert. Ein Kunstauktionshaus erwarb das Schloss als repräsentativen Firmensitz. Es bekam die Auflage, den Schlosshof stundenweise am Tage für die Öffentlichkeit zugänglich zu halten. Innenbesichtigungen sind nur eingeschränkt im Rahmen von Vorbesichtigungen bei Auktionen möglich.

### Verbannungsort

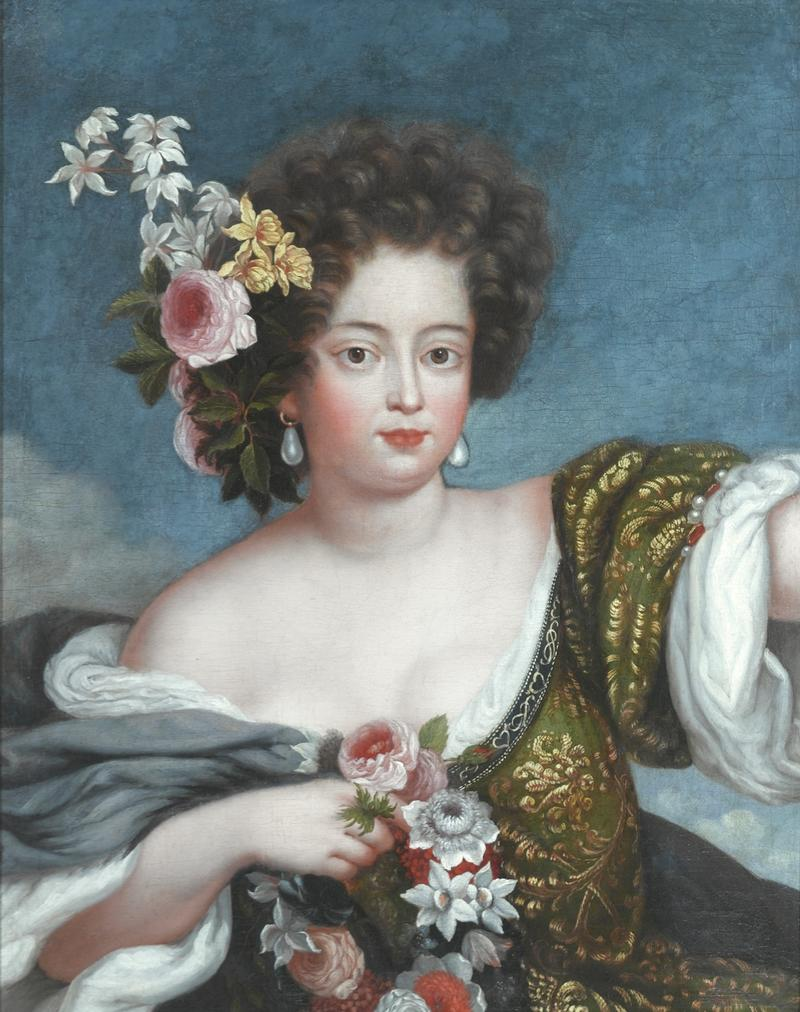
Sophie-Dorothea von Braunschweig-Lüneburg-Celle

Das Schloss war 1694 über 32 Jahre für Prinzessin Sophie Dorothea von Braunschweig-Lüneburg ein feudales Gefängnis. Sie hielt sich hier bis zu ihrem Tod 1726 auf, weswegen sie auch die „Prinzessin von Ahlden“ oder „Herzogin von Ahlden“ genannt wurde. Zunächst setzte man Sophie Dorothea 1694 nach der Königsmarck-Affäre hier fest, um sie dann auf Schloss Lauenau auf hannoverschen Boden zu verbringen, wo der Scheidungsprozess stattfand. Nach ihrer Verurteilung wegen Untreue wurde sie auf Geheiß ihres Ehemannes, Kurfürst Georg Ludwig, lebenslang auf Schloss Ahlden verbannt. Ihre beiden Kinder sah sie nie wieder, korrespondierte jedoch später mit ihrer Tochter, der preußischen Königin Sophie Dorothea, in der Hoffnung, diese könne ihre Freilassung bewirken.
Der Ehemann der Prinzessin, Kurfürst Georg Ludwig, zog ihr in die Ehe eingebrachtes Vermögen ein, ließ ihr aber einen jährlichen Unterhalt. Die Prinzessin erhielt für sich und ihren Hofstaat zunächst 8000 Taler, später bis zu 28.000 Taler. Sie wurde im Nordflügel des Schlosses, einem zweistöckigen Fachwerkbau, einquartiert. Für die Prinzessin wurde eine Wachtruppe von 40 Mann aufgeboten, von denen fünf bis zehn Mann rund um die Uhr das Schloss bewachten. Die Kontaktpersonen der Prinzessin und ihre Post wurden streng kontrolliert. Einen Befreiungs- oder Fluchtversuch hat es aber nie gegeben. Anfangs durfte sich die Gefangene nur im Inneren des Schlosses aufhalten, später in Begleitung auch in den Außenanlagen. Nach zwei Jahren Haft durfte sie auch in einer Kutsche etwa zwei Kilometer weit spazieren fahren, wobei genau vorgeschrieben war, wo sie umzukehren hatte. Drost zu Ahlden und Kommandant der Wachtruppe war bis zu seinem Tode August Heinrich von Wackerbarth (1651–1711), dessen Ehefrau Susanna von Berlichingen als Erste Hofdame fungierte.
Die Haftzeit in Ahlden wurde mehrfach durch Kriegsereignisse oder Umbauarbeiten unterbrochen, wobei sie dann im Schloss Celle oder in Essel untergebracht wurde. Nach dem verheerenden Ortsbrand von Ahlden 1715 steuerte die Prinzessin erhebliche Geldsummen zum Wiederaufbau bei. Im Schloss durfte sie Besuch empfangen, beispielsweise von Musikern. Ihre Mutter hatte eine unbegrenzte Besuchserlaubnis. Zum Hofstaat gehörten zwei Hofdamen, mehrere Kammerfrauen und weiteres Personal für den Haushalt und die Küche. Der Bewegungsmangel der Prinzessin führte zu großer Leibesfülle. Anfang 1726 erlitt sie einen Schlaganfall und verstarb im November desselben Jahres. Eine Obduktion ergab eine krankhafte Leber und 60 Gallensteine. Die Prinzessin fand ihre letzte Ruhestätte in der Familiengruft in Celle.

## Literarischer Schauplatz
Das Schloss fand durch Sophie Dorothea Eingang in die deutsche Literatur bei Theodor Fontane und 1954 bei Arno Schmidt durch seinen Roman Das steinerne Herz. Die Geschichte wurde 1948 unter dem Titel Königsliebe verfilmt mit Joan Greenwood als Sophie Dorothea und Stewart Granger in der Rolle des Grafen Königsmarck.